# 吉岡一男 (天文学者)
吉岡 一男（よしおか かずお、1947年1月17日 - ）は、日本の天文学者（理学博士）。放送大学名誉教授。専門は、天文分光学、変光星の分光観測および偏光観測に関する研究。
大阪府生まれ。趣味はロシア民謡。

## 略歴

### 学歴
- 1969年　東京大学教養学部基礎科学科卒業
- 1976年　東京大学大学院理学系研究科天文学専攻博士課程満期退学
- 1978年 学位請求論文"Curve-of-growth analysis of the RV Tauri variable AC Herculis"を東京大学へ提出し博士（理学）の学位を取得

### 職歴
- 1978年　財団法人日本私学教育研究所研究員
- 1982年　北海道教育大学助手（旭川分校）
- 1985年　北海道教育大学助教授（旭川分校）
- 1986年　放送大学教養学部助教授/准教授
- 2009年　放送大学教養学部教授

#### 学外における役職
- NHK高校講座・地学講師

## 恩師
吉岡一男の恩師は藤田良雄である。藤田は萩原雄祐の弟子なので、吉岡は萩原の孫弟子にあたる。

## 著作

### 単著・共著
- 太陽系の科学（3訂版、放送大学教育振興会　1995年）
- 天体物理学入門-恒星を主な対象として（放送大学教育振興会　1997年）
- 天体物理学入門（改訂版、放送大学教育振興会　2003年）
- 宇宙とその歴史（放送大学教育振興会　2004年）
- 宇宙からの情報（放送大学教育振興会　2005年）
- 進化する宇宙（放送大学教育振興会　2005年）
- エネルギー学の基礎（放送大学教育振興会　2007年）

### 訳書
- 星・物語 100億光年のかなたから（パトリック・ムーア著　岡崎彰との共訳　丸善　1992年）